# Perth—Middlesex
Pour les articles homonymes, voir Perth et Middlesex.
Perth—Middlesex fut une circonscription électorale fédérale de l'Ontario, représentée de 1997 à 2004.
La circonscription de Perth—Middlesex a été créée en 1996 à partir de Lambton—Middlesex, London—Middlesex et Perth—Wellington—Waterloo. Abolie en 2003, elle fut redistribuée parmi Elgin—Middlesex—London, Middlesex—Kent—Lambton et Perth—Wellington.

## Géographie
En 1997, la circonscription de Perth—Middlesex comprenait:
- Le comté de Perth
- Une partie nord-est du comté de Middlesex

## Députés
1. 1997-2003 — John Richardson, PLC
2. 2003-2004 — Gary Schellenberger, PC

- PC = Parti progressiste-conservateur
- PLC = Parti libéral du Canada